# Cladonia salzmannii
Cladonia salzmannii är en lavart som beskrevs av Nyl. Cladonia salzmannii ingår i släktet Cladonia och familjen Cladoniaceae.   Inga underarter finns listade i Catalogue of Life.